# 宇澤達
宇澤 達（うざわ とおる、1959年8月10日 - ）は、日本の数学者。名古屋大学大学院多元数理科学研究科教授。専門は表現論の幾何学的側面、等質空間のコンパクト化、数え上げ幾何学、数論幾何学。21世紀COEプログラム「等式が生む数学の新概念」(2003-2005) においてプロジェクトリーダーを務めた。師はVogan-Zuckerman理論、Zuckerman functors、Knapp-Zuckerman理論で知られるグレッグ・ズッカーマン。
父は経済学者の宇沢弘文。母方の祖父はキリスト教研究者の青芳勝久。

## 略歴
- 武蔵中学校・高等学校、東京大学理学部数学科卒業
- 1985年3月 東京大学大学院理学研究科修士課程修了
- 1985年9月 米国イェール大学数学科博士課程入学
- 1990年8月 同満了、米国ペンシルベニア州立大学助教授
- 1990年12月 米国イエール大学数学科博士号取得
- 1991年5月 東京大学理学部数学科助手
- 1992年4月 東北大学理学部数学科助教授
- 1998年9月 立教大学理学部数学科助教授
- 2002年4月 名古屋大学大学院多元数理科学研究科教授、現在に至る

## 論文

### 修士論文
- On equivariant completions of algebraic symmetric spaces
- Finite Coxeter groups and their subgroups lattices

### 博士論文
- Invariant Hyperfunction Sections of Line Bundles

### 主要論文
- T. Uzawa (1985). “On Equivariant Completions of Algebraic Symmetric Spaces”. Algebraic and Toplogical Theories: to the memory of Dr. Takehiko Miyata (Kinokuniya). ISBN 4875730985.
- T. Uzawa (1986). “Finite Coxeter groups and their subgroup lattices”. Journal of Algebra 101 (1):  82-94. doi:10.1016/0021-8693(86)90098-0.
- I. Mirković; T. Uzawa; K. Vilonen (1992). “Matsuki correspondence for sheaves”. Inventiones mathematicae 109:  231-245.
- N Inui; M Katori; T Uzawa (1995). “Duality and universality in nonequilibrium models”. Journal of Physics A: Mathematical and General 28 (7):  1-23.
- T. Uzawa (2001). “'Symmetric varieties over arbitrary fields”. Comptes Rendus de l'Académie des Sciences - Series I - Mathematics 333 (9):  833-838. doi:10.1016/S0764-4442(01)02152-8.

## 取材実績
- 100年後に生きる君たちへ -数学者・名古屋大学大学院教授宇沢達氏の考える「人が中心の未来」- THE RACE